# مامتا موهانداس
مامتا موهانداس (انگلیسی: Mamta Mohandas؛ زادهٔ ۱۴ نوامبر ۱۹۸۴) یک هنرپیشه و خواننده اهل هند است.
از فیلم‌ها یا برنامه‌های تلویزیونی که وی در آن نقش داشته‌است می‌توان به سرنشین، چینتاکایالا راوی، شکستن همه موانع، نژاد و ۹ اشاره کرد.